# Uruguay i olympiska sommarspelen 1956
Uruguay deltog med 21 deltagare vid de olympiska sommarspelen 1956 i Melbourne. Totalt vann de en bronsmedalj.

## Medalj

### Brons
- Carlos Blixen, Ramiro Cortés, Héctor Costa, Nelson Chelle, Nelson Demarco, Héctor García Otero, Carlos Gonzáles, Sergio Matto, Oscar Moglia, Raúl Mera, Ariel Olascoaga och Milton Scaron - Basket.